# Суєватпауль
Суєватпау́ль (рос. Суеватпауль) — селище у складі Івдельського міського округу Свердловської області.
Населення — 5 осіб (2010, 0 у 2002).